# Henriëtte Ronner-Knip

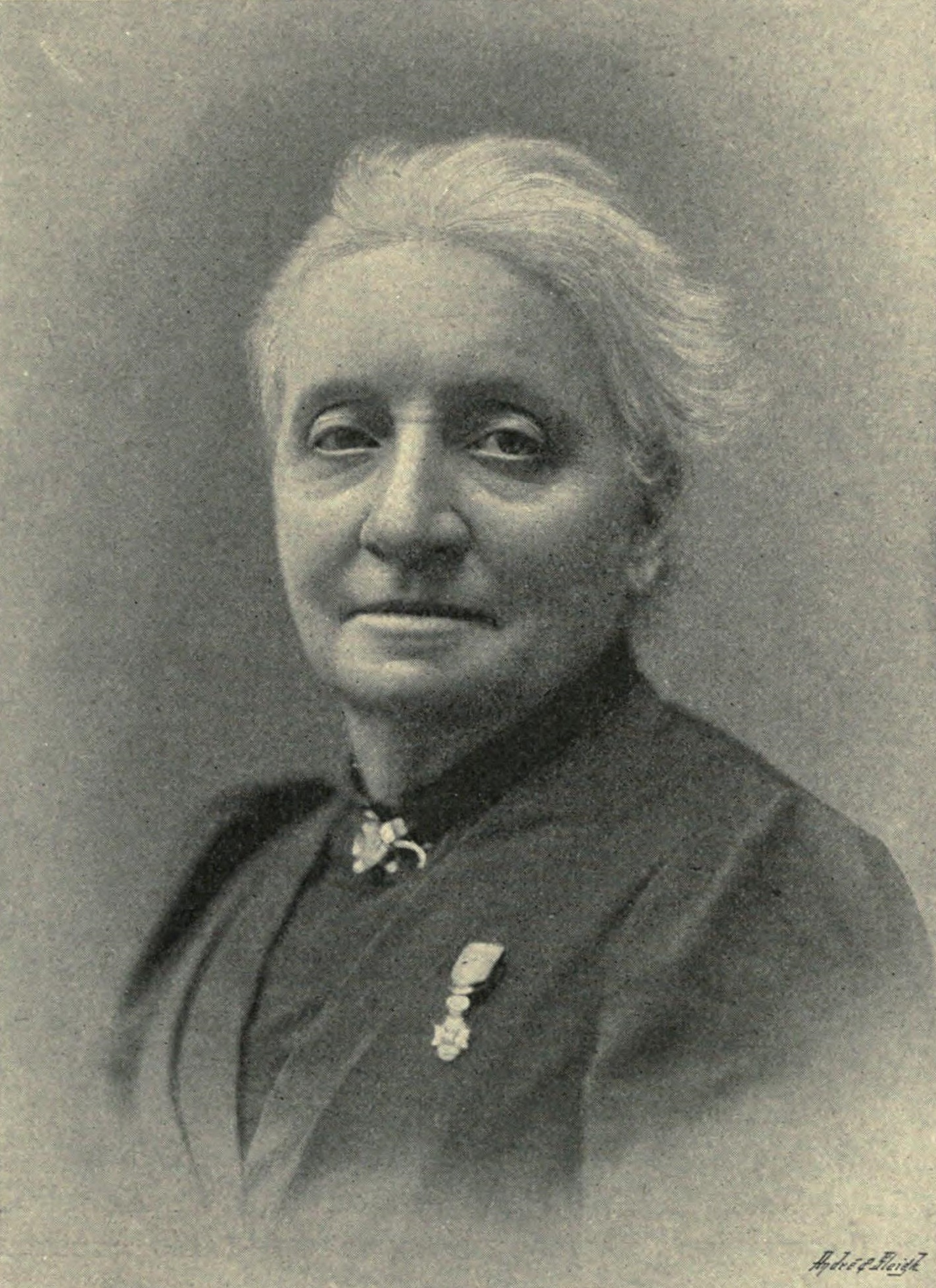
Henriëtte Ronner-Knip fotografata nel 1905.

Henriëtte Ronner-Knip (Amsterdam, 31 maggio 1821 – Ixelles, 28 febbraio 1909) è stata una pittrice belga, appartenente alla corrente del romanticismo.

## Biografia
Nata ad Amsterdam in una famiglia di pittori, i Knip, Henriëtte ricevette fin dalla tenera età un'educazione principalmente artistica. Infatti, suo padre, Joseph August Knip, le impartì diverse lezioni di pittura durante il corso degli anni, mentre l'identità di sua madre non è nota con certezza. August Knip era infatti sposato insieme a una certa Pauline Rifer de Courcelles, anch'ella pittrice, anche se tuttavia, al momento della nascita di Henriëtte, i due erano ormai separati e il padre conviveva con la sua amante, tale Cornelia van Leeuwen (1790– 1848). Alcune fonti affermano che la madre di Henriëtte fosse quest'ultima, mentre altre sostengono che fosse invece Pauline.
I Knip erano soliti traferirsi molto spesso, in quanto Joseph August si manteneva impartendo lezioni private di pittura di città in città. Tuttavia, nel 1823, a causa di un malattia, August divenne cieco da un occhio, mentre l'anno successivo divorziò ufficialmente da Paulina Rifer de Courcelles, sposandosi insieme a Cornelia. Nel 1832, il padre divenne completamente cieco e di conseguenza fu grazie alla vendita dei dipinti di Henriëtte che la famiglia poté mantenersi. Infatti, i Knip, al fine di trovare sempre nuovi acquirenti, continuarono anche in questo periodo a spostarsi frequentemente, soggiornando all'Aia, a Beek, a 's-Hertogenbosch e infine a Berlicum, ove vi presero stabilmente dimora nel 1840. Dal 1835, i dipinti di Henriëtte incominciarono ad avere un discreto successo fra i critici belgi e olandesi e tre anni dopo, nel 1838, Henriëtte poté partecipare ed esporre le sue opere presso la Mostra dei maestri viventi, una mostra organizzata annualmente dal 1808. 
Dopo la morte di Leeuwen, Henriëtte decise di traferirsi ad Amsterdam, ove incominciò a dipingere fattorie, animali (principalmente gatti) e fitte foreste. Inoltre, durante questo periodo passò dal prediligere la tecnica dell'acquerello a servirsi della pittura a olio. Nello stesso anno, divenne la prima donna membro della famosa società olandese di artisti Arti et Amicitiae. Nel 1850, sposò Feico Ronner (1819–1883), con il quale si trasferì a Bruxelles. Durante questo periodo, Henriëtte si ammalò spesso e per tale ragione non poté dipingere con regolarità. Infatti, sempre durante il soggiorno a Bruxelles, decise di rappresentare d'ora in poi nelle sue opere soltanto cani e gatti. Dopo il 1870, difatti, dipinse alcune fra le sue opere più famose, raffiguranti principalmente gatti a pelo lungo, spesso intenti in attività giocose e situati in ambienti borghesi. Tuttavia, Henriëtte continuò a non trascurare i cani, dipingendo su richiesta di Maria Enrichetta d'Austria e della principessa Maria di Hohenzollern-Sigmaringen i rispettivi animali domestici. Nel 1893, Henriëtte Ronner-Knip fu invitata ad esporre alcune delle sue opere presso l'Exspo 1893 a Chicago.
Verso la fine del XIX secolo, incominciò a impartire lezioni private di pittura presso la sua abitazione, nella quale accudiva in un ampio giardino cani da caccia, diversi gatti e un pappagallo. Fra i suoi allievi figura anche il pittore Marcel Jefferys, mentre tre dei suoi sei figli (Alfred, Alice ed Emma) intrapresero la carriera da pittori.
Henriëtte Ronner-Knip morì a 87 anni il 28 febbraio 1909 nella cittadina di Ixelles.

## Galleria d'immagini

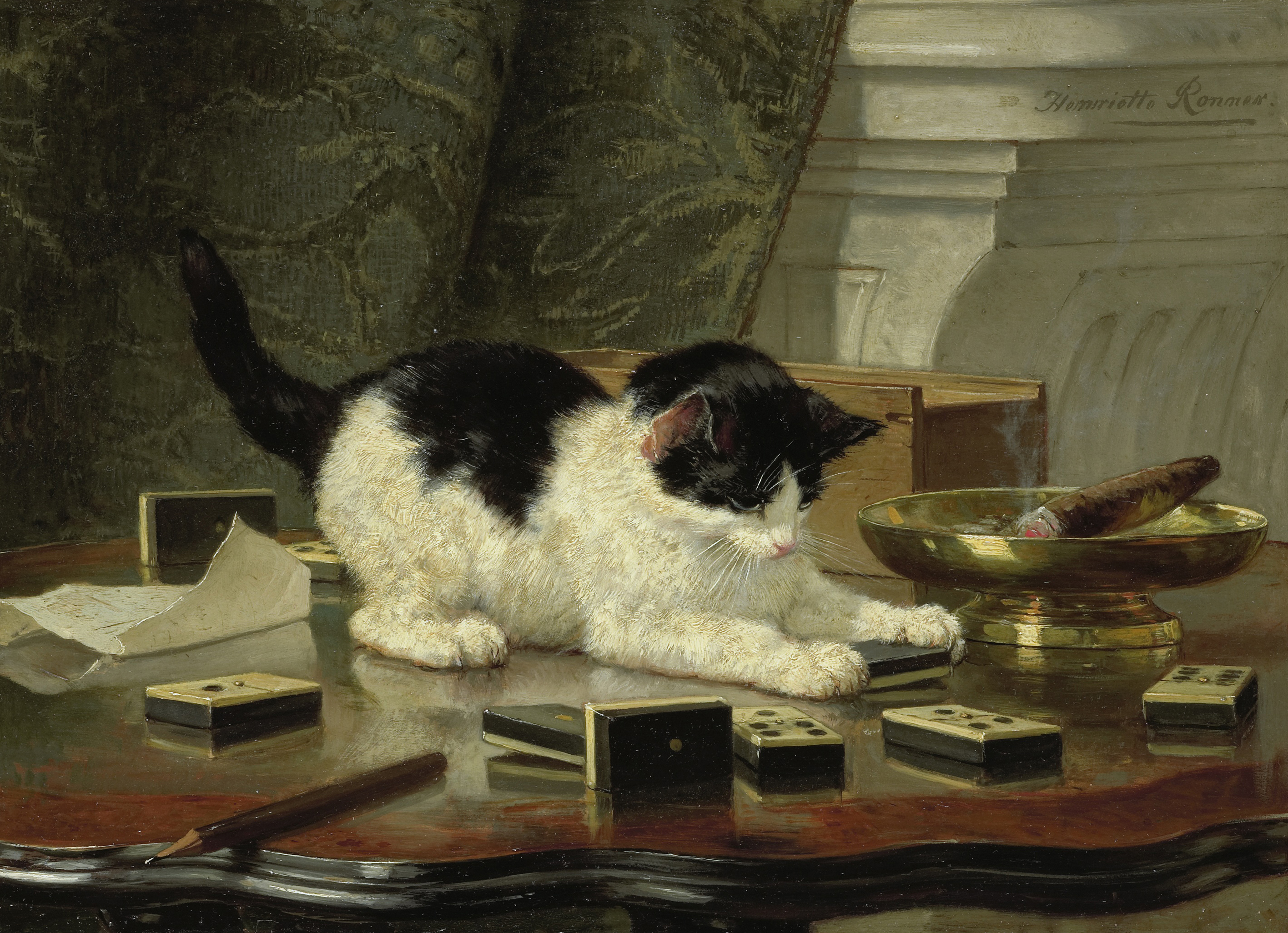
Gioco di un gatto
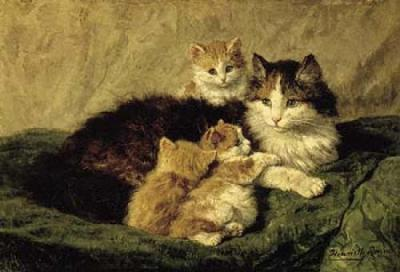
Felicità
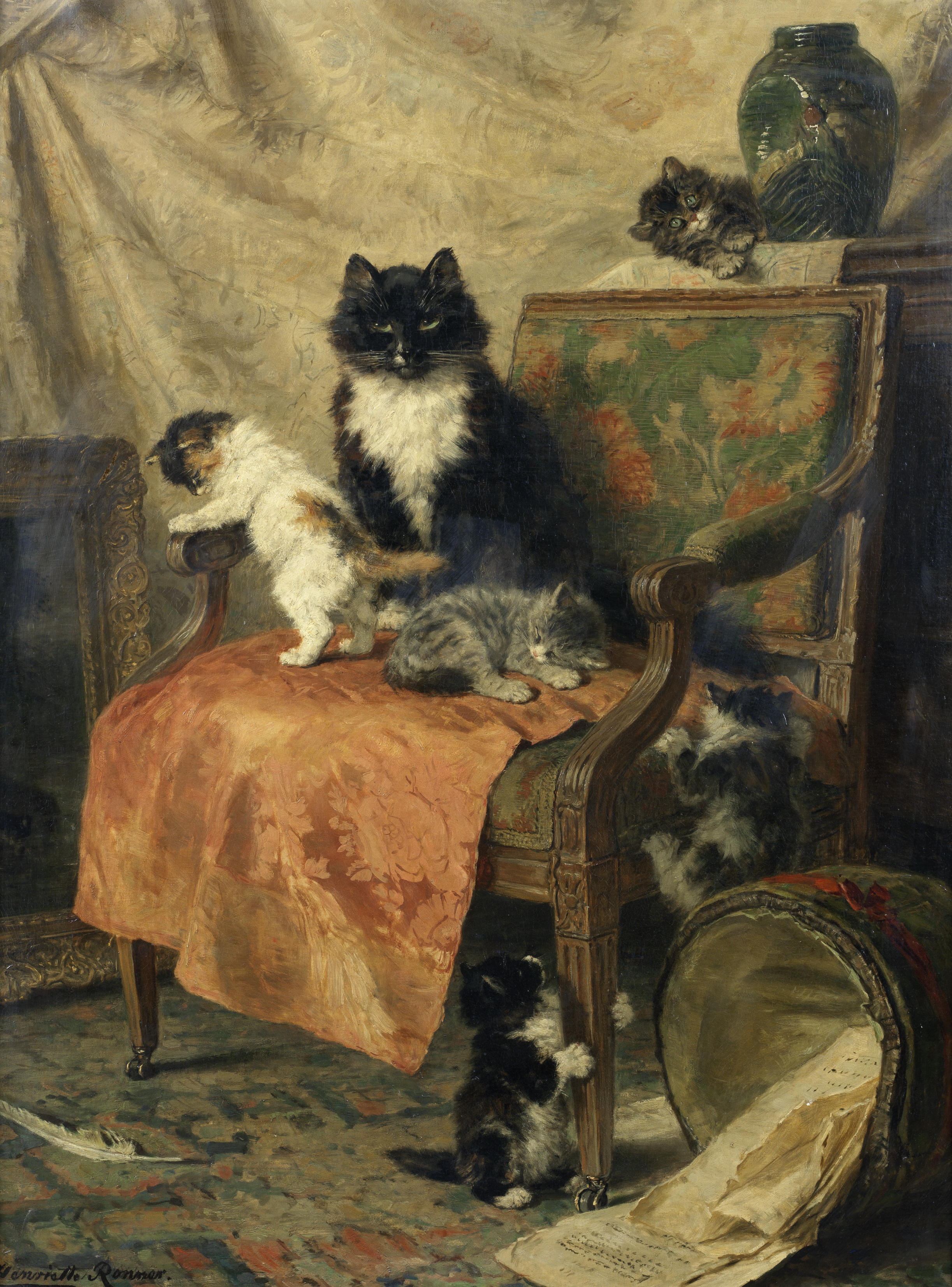
Gatti mentre giocano, 1897
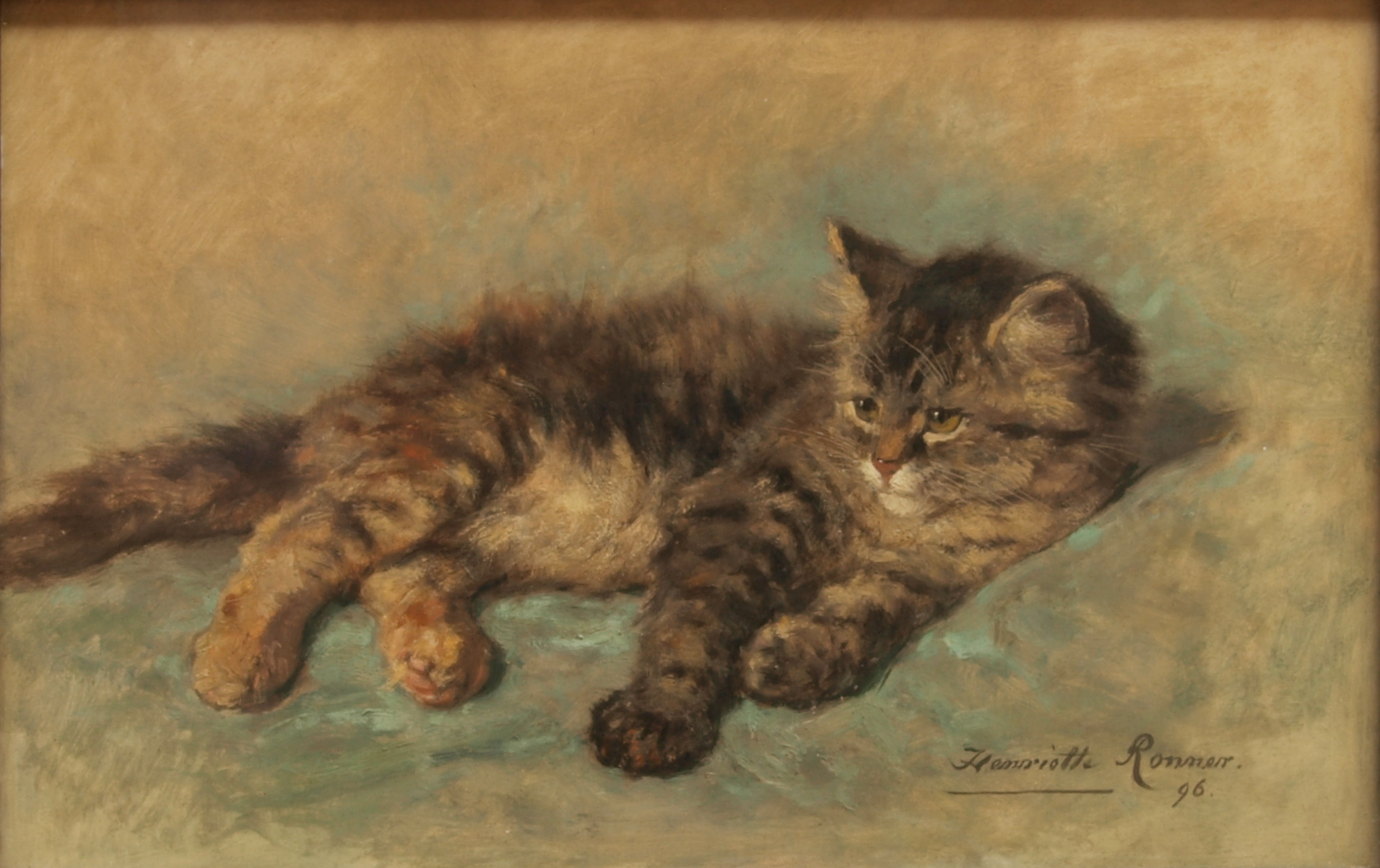
Gatto mentre si riposa, 1896
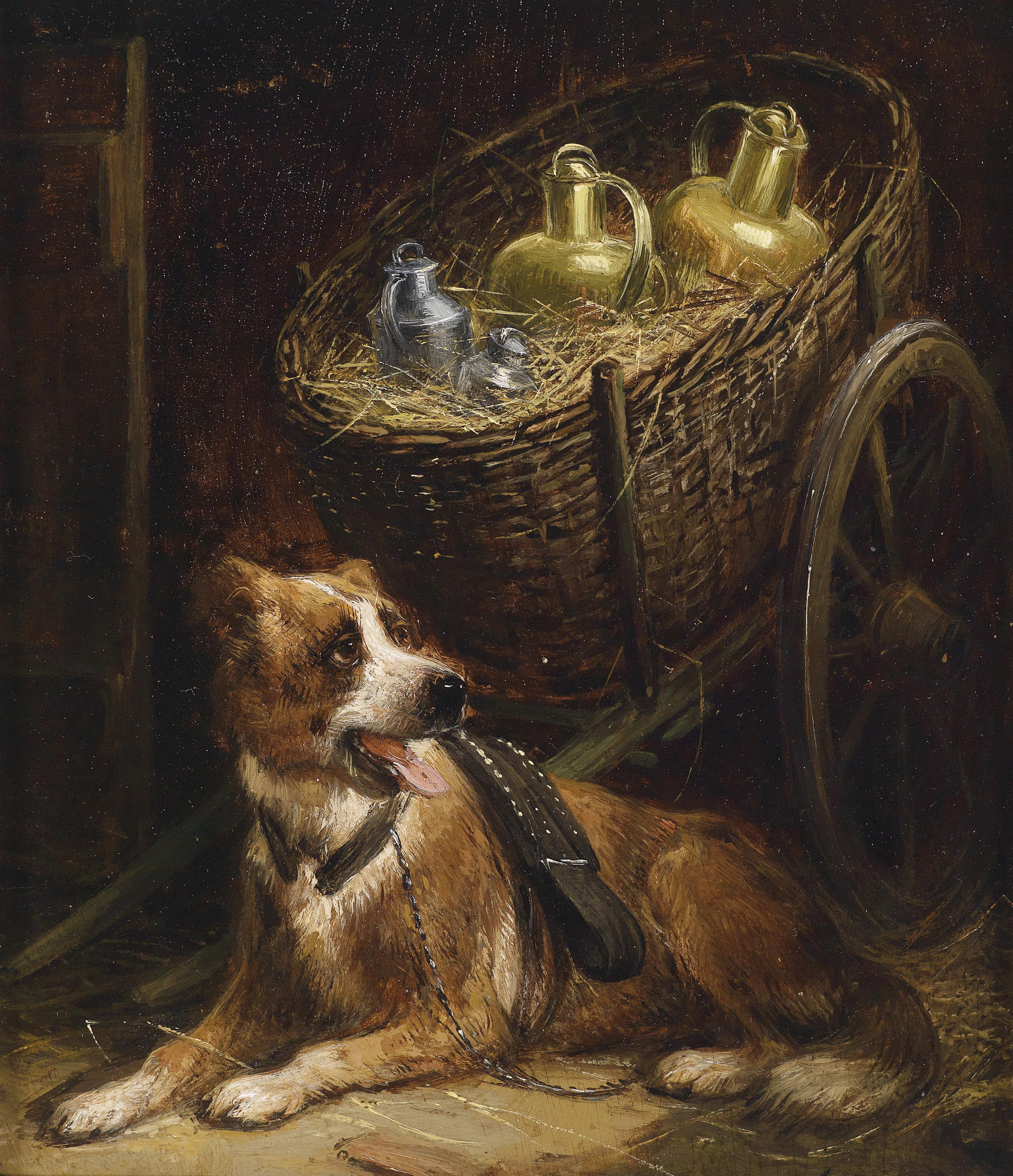
Cane mentre si riposa
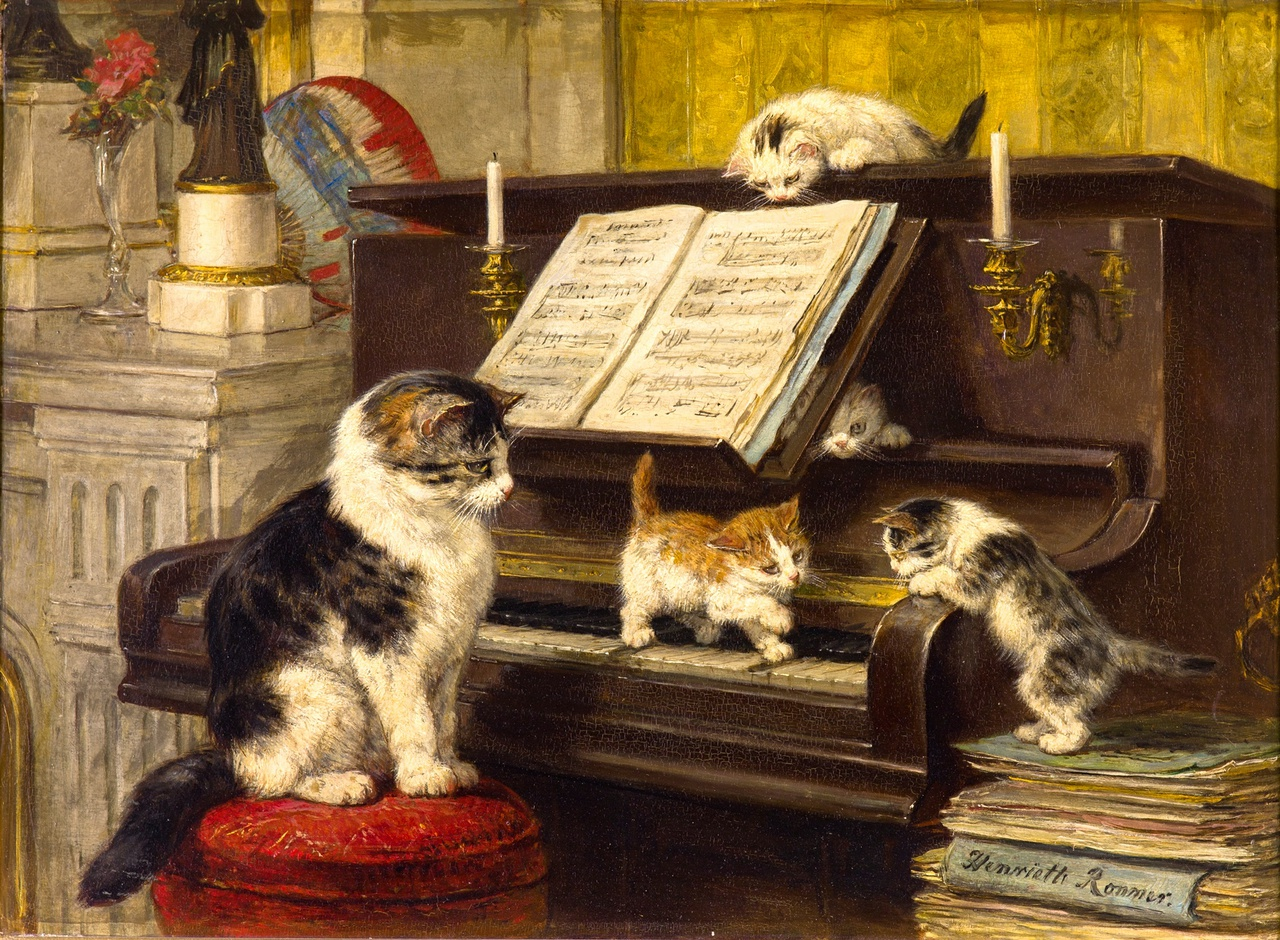
Lezione di pianoforte, 1897
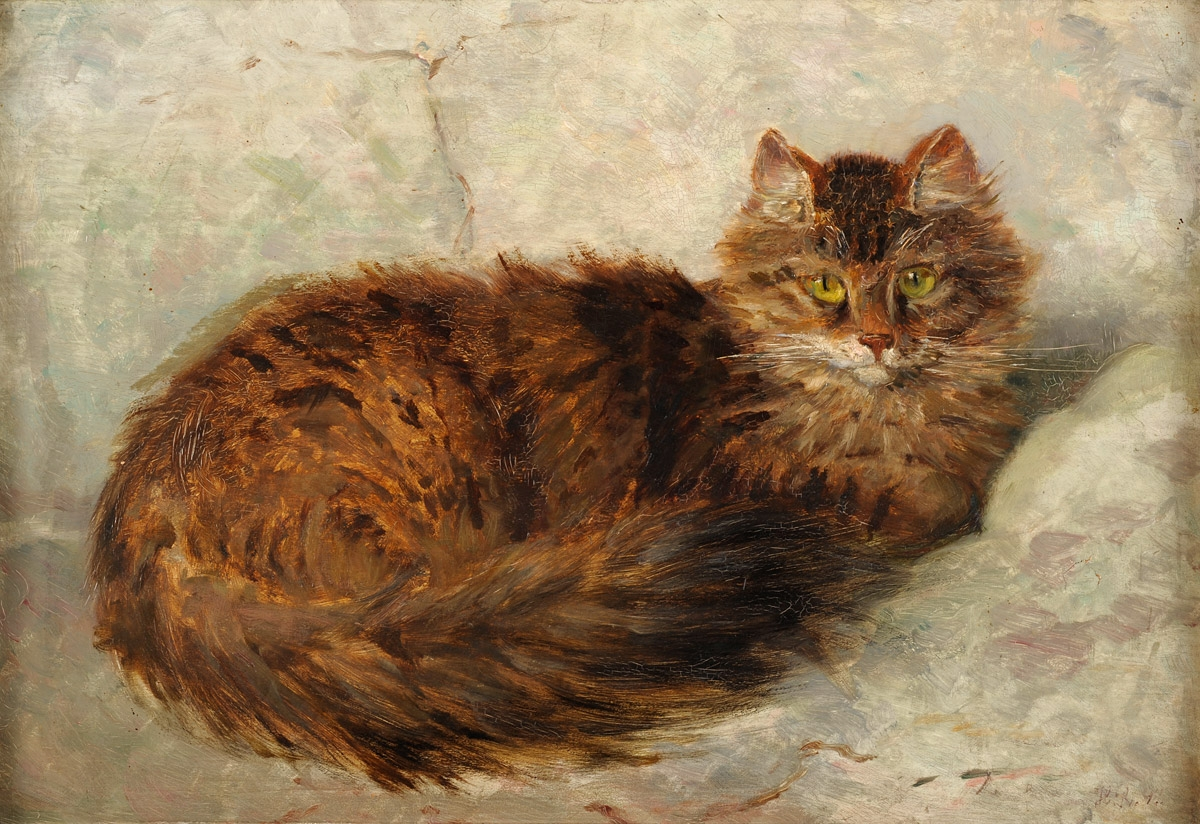
Gatto, 1897